# Walthamstow
Walthamstow è una città del London Borough of Waltham Forest, nella parte orientale di Londra, a 10,3 km a nord est di Charing Cross. 
A nord confina con Chingford, a sud con Leyton e Leytonstone, ad est con le propaggini meridionali della Epping Forest a Woodford e ad ovest con Tottenham e la valle del fiume Lee. (River Lee valley). Leyton High Road, Hoe Street, Chingford Road, Chingford Mount (che attraversano Walthamstow e le città vicine da sud a nord) formano parte di un antico percorso da Londra all'Abbazia di Waltham.